# Kaliwining
Kaliwining is een bestuurslaag in het regentschap Jember van de provincie Oost-Java, Indonesië. Kaliwining telt 17.337 inwoners (volkstelling 2010).